# ادیمار (بازیکن فوتبال، زاده ۱۹۸۷)
ادیمار (انگلیسی: Edimar؛ زادهٔ ۲۲ آوریل ۱۹۸۷) بازیکن فوتبال اهل برزیل است.
از باشگاه‌هایی که در آن بازی کرده‌است می‌توان به باشگاه فوتبال اتلتیکو پارانائنزه اشاره کرد.